# رالف غالواي
رالف غالواي (بالإنجليزية: Ralph Galloway)‏ هو لاعب كرة قدم كندية أمريكي، ولد في 27 أغسطس 1946 في أورورا في الولايات المتحدة.